# Корне (коммуна)
Корне́ (фр. Cornay) — коммуна во Франции, находится в регионе Шампань — Арденны. Департамент коммуны — Арденны. Входит в состав кантона Гранпре. Округ коммуны — Вузье.
Код INSEE коммуны — 08131.
Коммуна расположена приблизительно в 200 км к востоку от Парижа, в 60 км северо-восточнее Шалон-ан-Шампани, в 55 км к югу от Шарлевиль-Мезьера.

## Население
Население коммуны на 2008 год составляло 80 человек.
| 1962 | 1968 | 1975 | 1982 | 1990 | 1999 | 2008 |
| ---- | ---- | ---- | ---- | ---- | ---- | ---- |
| 112  | 117  | 98   | 96   | 90   | 86   | 80   |

## Администрация
| Период | Период | Фамилия        | Партия | Должность |
| ------ | ------ | -------------- | ------ | --------- |
| 2001   | 2008   | Антуан де Пуйи |        |           |
| 2008   | 2010   | Мишель Юа      |        |           |
| 2010   |        | Жозет Бетель   |        |           |

## Экономика
В 2007 году среди 38 человек в трудоспособном возрасте (15—64 лет) 28 были экономически активными, 10 — неактивными (показатель активности — 73,7 %, в 1999 году было 62,8 %). Из 28 активных работали 26 человек (14 мужчин и 12 женщин), безработных было 2 (1 мужчина и 1 женщина). Среди 10 неактивных 2 человека были учениками или студентами, 7 — пенсионерами, 1 был неактивным по другим причинам.

## Достопримечательности
- Церковь Св. Николая. В 1211 году была построена часовня Богородицы, в 1552 году часовня стала церковью.
- Крест Бейль.
- Замок XVI века. Исторический памятник с 1990 года.[3]

## Фотогалерея
- Церковь Св. Николая
- Замок
- Крест Бейль